# Powerplant
#Powerplant is de vijfde documentaire van de Nicolaas G. Pierson Foundation, het wetenschappelijk bureau van de Partij voor de Dieren.

## Inhoud
In #Powerplant wordt inzicht gegeven in de relatie tussen de vleesconsumptie en klimaatverandering. Marianne Thieme neemt de kijker mee op ontdekkingstocht naar de kansen voor een plantaardige maatschappij.

## Deelnemers
- Marianne Thieme
- Moby
- Kate Raworth
- Birgit Dekkers
- Alexis Gauthier
- E.J. Milner-Gulland
- Joseph Poore
- Sinan Seyhan
- Marco Springmann
- Will Steffen
- Atze Jan van der Goot
- Jan Zalasiewicz